# Zwetkowo (Kaliningrad, Gurjewsk, Nowomoskowskoje)
Zwetkowo (russisch Цветково, deutsch Bergau) ist ein Ort in der russischen Oblast Kaliningrad (Gebiet Königsberg (Preußen)) und gehört zur kommunalen Selbstverwaltungseinheit Stadtkreis Gurjewsk im Rajon Gurjewsk.

## Geographische Lage
Zwetkowo liegt elf Kilometer südwestlich der Oblasthauptstadt Kaliningrad (Königsberg) und einen Kilometer östlich einer Nebenstraße die Kaliningrad und Laskino (Godrienen) mit Golubewo (Seepothen) verbindet. Die nächste Bahnstation ist Golubewo an der Bahnstrecke Kaliningrad–Mamonowo.

## Geschichte
Das kleine Dorf Bergerwyn (vor 1785) bzw. Bergau (bis 1947) erlebte seine Gründung bereits im Jahre 1402.
Zwischen 1874 und 1945 war es in den Amtsbezirk Waldburg (russisch: Pribreschny) eingegliedert, der zum Landkreis Königsberg (Preußen) (1939 bis 1945 Landkreis Samland) im Regierungsbezirk Königsberg der preußischen Provinz Ostpreußen gehörte.
Am 11. Oktober 1896 wurde der – heute untergegangene – Nachbarort Raulitt nach Bergau eingemeindet. In der Gemeinde waren im Jahre 1910 356 Einwohner registriert, im Jahre 1933 waren es 321 und im Jahre 1939 betrug die Zahl der Einwohner 341.
Infolge des Zweiten Weltkrieges kam Bergau mit dem nördlichen Ostpreußen zur Sowjetunion und erhielt 1947 nach dem russischen Wort zwetok für Blume den Namen „Zwetkowo“. Gleichzeitig wurde der Ort Sitz eines Dorfsowjets zunächst im Rajon Kaliningrad, seit 1959 im Rajon Laduschkin und seit 1963 im Rajon Bagrationowsk. Seit 1965 gehörte der Ort zum Dorfsowjet Nowomoskowski selski Sowet im Rajon Gurjewsk. Von 2008 bis 2013 gehörte Zwetkowo zur Landgemeinde Nowomoskowskoje selskoje posselenije und seither zum Stadtkreis Gurjewsk.

### Zwetkowski selski Sowet 1947–1965
Der Dorfsowjet Zwetkowski selski Sowet (ru. Цветковский сельский Совет) wurde im Juli 1947 im Rajon Kaliningrad eingerichtet. Im Jahr 1959 gelangte der Dorfsowjet in den Rajon Laduschkin und 1963 in den Rajon Bagrationowsk. 1965 ging der Dorfsowjet überwiegend in dem neu gebildeten Nowomoskowski selski Sowet im Rajon Gurjewsk auf.
Folgende Orte gehörten zum Dorfsowjet:
| Ortsname                   | Name bis 1947/50                      | Jahr der Umbenennung |
| -------------------------- | ------------------------------------- | -------------------- |
| Bugrino (Бугрино)          | Charlottenhof, Kr. Königsberg/Samland | 1950                 |
| Doroschnoje (Дорожное)     | Altenberg                             | 1950                 |
| Golubewo (Голубево)        | Seepothen                             | 1950                 |
| Jablonewka (Яблоневка)     | Lichtenhagen                          | 1950                 |
| Jasnoje (Ясное)            | Packerau                              | 1950                 |
| Kossatuchino (Косатухино)  | Barsen                                | 1950                 |
| Laskino (Ласкино)          | Godrienen                             | 1950                 |
| Luschki (Лужки)            | Julienhof, Kr. Königsberg/Samland     | 1950                 |
| Medowoje (Медовое)         | Sollnicken und Tykrigehnen            | 1950                 |
| Nischneje (Нижнее)         | Sollecken                             | 1950                 |
| Poddubnoje (Поддубное)     | Gollau                                | 1947                 |
| Podlesnoje (Подлесное)     | Wernsdorf                             | 1950                 |
| Polewoje (Полевое)         | Mahnsfeld                             | 1950                 |
| Pribreschnoje (Прибрежное) | Waldburg                              | 1947                 |
| Rybatschje (Рыбачье)       | Wangitt                               | 1950                 |
| Schosseinoje (Шоссейное)   | Kalgen und bei Warthen                | 1950                 |
| Swetloje (Светлое)         | Kobbelbude                            | 1947                 |
| Zwetkowo (Цветково)        | Bergau                                | 1947                 |

## Kirche
In Bergau und Raulitt lebte vor 1945 eine überwiegend evangelische Bevölkerung. Sie war in das Kirchspiel Lichtenhagen (heute russisch: Jablonewka) eingepfarrt, das zum Kirchenkreis Königsberg-Land I in der Kirchenprovinz Ostpreußen der Kirche der Altpreußischen Union gehörte. Letzter deutscher Geistlicher war Pfarrer Erwin Grzybowski.
Heute liegt Zwetkowo im Einzugsgebiet der in den 1990er Jahren neu gebildeten evangelisch-lutherischen Auferstehungskirche in Kaliningrad (Königsberg). Sie ist Teil der Propstei Kaliningrad der Evangelisch-lutherischen Kirche Europäisches Russland (ELKER).